# Kudowa-Zdrój
Kudowa-Zdrój é um município da Polônia, na voivodia da Baixa Silésia e no condado de Kłodzko. Estende-se por uma área de 33,90 km², com 9 892 habitantes, segundo os censos de 2019, com uma densidade de 291,8 hab/km².